# Équipe du Guatemala féminine de football
Cet article traite de l'équipe féminine. Pour l'équipe masculine, voir Équipe du Guatemala de football.
Maillots
L'équipe du Guatemala féminine de football est l'équipe nationale qui représente le Guatemala dans les compétitions majeures de football féminin placée sous l'égide de la Fédération du Guatemala de football.

## Classement FIFA
| Année               | 2003 | 2004 | 2005 | 2006 | 2007 | 2008 | 2009 | 2010 | 2011 | 2012 | 2013 | 2014 | 2015 | 2016 | 2017 | 2018 |
| ------------------- | ---- | ---- | ---- | ---- | ---- | ---- | ---- | ---- | ---- | ---- | ---- | ---- | ---- | ---- | ---- | ---- |
| Classement mondial  | 75   | 80   | 81   | 82   | 80   | 117  | 92   | 87   | 85   | 76   | 72   | 82   | 76   | 71   | 119  | 80   |
| Classement Concacaf | 9    | 9    | 9    | 9    | 9    |      |      | 7    | 7    | 7    | 8    | 9    | 8    | 7    |      |      |

## Parcours dans les compétitions internationales

### Parcours enCoupe du monde
- 1991 : Non qualifié
- 1995 : Non qualifié
- 1999 : Non qualifié
- 2003 : Non qualifié
- 2007 : Non qualifié
- 2011 : Non qualifié
- 2015 : Non qualifié
- 2019 : Non qualifié

### Parcours enChampionnat féminin de la CONCACAF
- 1991 : Non qualifié
- 1993 : Non qualifié
- 1994 : Non qualifié
- 1998 : Quatrième
- 2000 : Phase de groupe
- 2002 : Non qualifié
- 2006 : Non qualifié
- 2010 : Phase de groupe
- 2014 : Septième
- 2018 : Non qualifié

### Parcours auxJeux olympiques d'été
- 1996 : Non qualifié
- 2000 : Non qualifié
- 2004 : Non qualifié
- 2008 : Non qualifié
- 2012 : Non qualifié
- 2016 : Non qualifié
- 2020 : À déterminer